# カナダ推理作家協会
カナダ推理作家協会（カナダすいりさっかきょうかい、Crime Writers of Canada、略称：CWC）は、1982年に設立されたカナダの団体。カナダの推理作家および関係者が会員となっており、会員同士の交流、創作や出版活動の推進を目的とする活動を行っている。
1984年よりアーサー・エリス賞（カナダ推理作家協会賞、CWC賞）を主催し、毎年、カナダ在住の作家（国籍は問わない）が書いた作品と、国外在住のカナダ人が書いた作品を対象に、最優秀長編、最優秀短編など各種の部門の表彰を行っている。この賞の名前は、カナダの公式絞首刑執行人のあだ名「アーサー・エリス」に由来する。また、カナダのミステリ界に貢献があった人物に対しては、協会設立に尽力したカナダの評論家デリク・マードックの名を冠したデリク・マードック賞を不定期に授与している。